# 1980年夏季残疾人奥林匹克运动会苏丹代表团
1980年夏季残疾人奥林匹克运动会苏丹代表团是苏丹派出的1980年夏季残疾人奥林匹克运动会代表团。获得1枚金牌。